# 金砖国家运动会
金砖国家运动会（BRICS Games）是金砖国家举办的一年一度的综合性运动会，一般由当年担任该组织轮值主席的国家举办。 

## 赛事历史
印度总理纳伦德拉·莫迪在2014年举行的巴西福塔莱萨金砖国家峰会上呼吁建立运动会机制，加强金砖国家内部体育的合作和竞争。在2015年俄罗斯乌法峰会上，他宣布印度打算在2016年举行第一届金砖国家运动会。
2016年10月5日至15日在印度果阿邦举办了第一届金砖国家17岁以下足球杯，巴西队获得冠军。作为首届带有综合性运动会性质的金砖国家运动会于2017年6月17日至21日在中国广州市举行，比赛项目有武术套路、篮球和排球三个大项。
南非于2018年7月17日至22日在约翰内斯堡举办了第3届金砖国家运动会，比赛项目包括U17女子足球、U21男子和女子排球。同年金砖国家领导人建议扩大金砖国家体育运动会项目。2019-2021年由于2019冠状病毒病疫情没有举办。
2021年金砖国家运动会本由印度主办，它与同年印度青年运动会一起举行。这一消息是印度体育和青年事务部长基伦·里吉朱在金砖国家国家体育部长会议上宣布的。
2022年金砖国家运动会由中国主办，但由于2019冠状病毒病疫情改为线上举行，比赛项目包括武术、国际象棋、霹雳舞等。
2023年10月18日至21日，2023年金砖国家运动会在南非大德班自治市举行，比赛项目包括游泳、羽毛球、乒乓球、网球和沙滩排球等5个项目。
2024年6月12日至23日，2024年金磚國家運動會在俄罗斯喀山举办，共设有22个项目，据主办方宣布，有97个国家或地区的代表参加此次运动会。由于俄羅斯入侵烏克蘭和俄羅斯體育禁藥問題等，国际奥林匹克委员会决定禁止俄罗斯方面参加2024年夏季奥林匹克运动会（非团体项目的个人运动员除外），因而俄罗斯方面视此次金砖国家运动会为替代和对抗方案。